# Rorke’s Drift
Rorke’s Drift (deutsch: „Rorkes Furt“) ist ein Ort in der Provinz KwaZulu-Natal in Südafrika. Hier fand 1879 die Schlacht um Rorke’s Drift statt.

## Geographie
Rorke’s Drift liegt rund 45 Kilometer südöstlich von Dundee und rund 20 Kilometer südwestlich von Nquthu. Es gehört zur Gemeinde Msinga im Distrikt UMzinyathi. Rorke’s Drift liegt an einer Furt des Buffalo River. Östlich des Ortes liegt der 1285 Meter hohe Oskarberg, benannt nach dem schwedischen König Oskar II., bzw. Shiyane.

## Geschichte
Der Ort wurde nahe der Grenze der damaligen Kolonie Natal zum Königreich der Zulu errichtet, nachdem der irischstämmige Händler James Rorke dort 1849 Land erworben hatte, um mit den Zulu Handel zu treiben. 1875 wurde der Ort zu einer Missionsstation der evangelischen Schwedischen Kirche. Sie war die größte schwedische Mission im südlichen Afrika und bestand unter anderem aus einem Kirchenbau, einem theologischen Seminar und einem kleinen Krankenhaus. Am Abend des 22. Januar 1879 fand nördlich des Ortes sowie im Ort selbst die nach ihm benannte Schlacht statt, bei der britische Truppen das zahlenmäßig überlegene Heer der Zulu besiegten. Zuvor hatten die Zulu am selben Tag die Briten wenige Kilometer östlich in der Schlacht bei Isandhlwana besiegt.

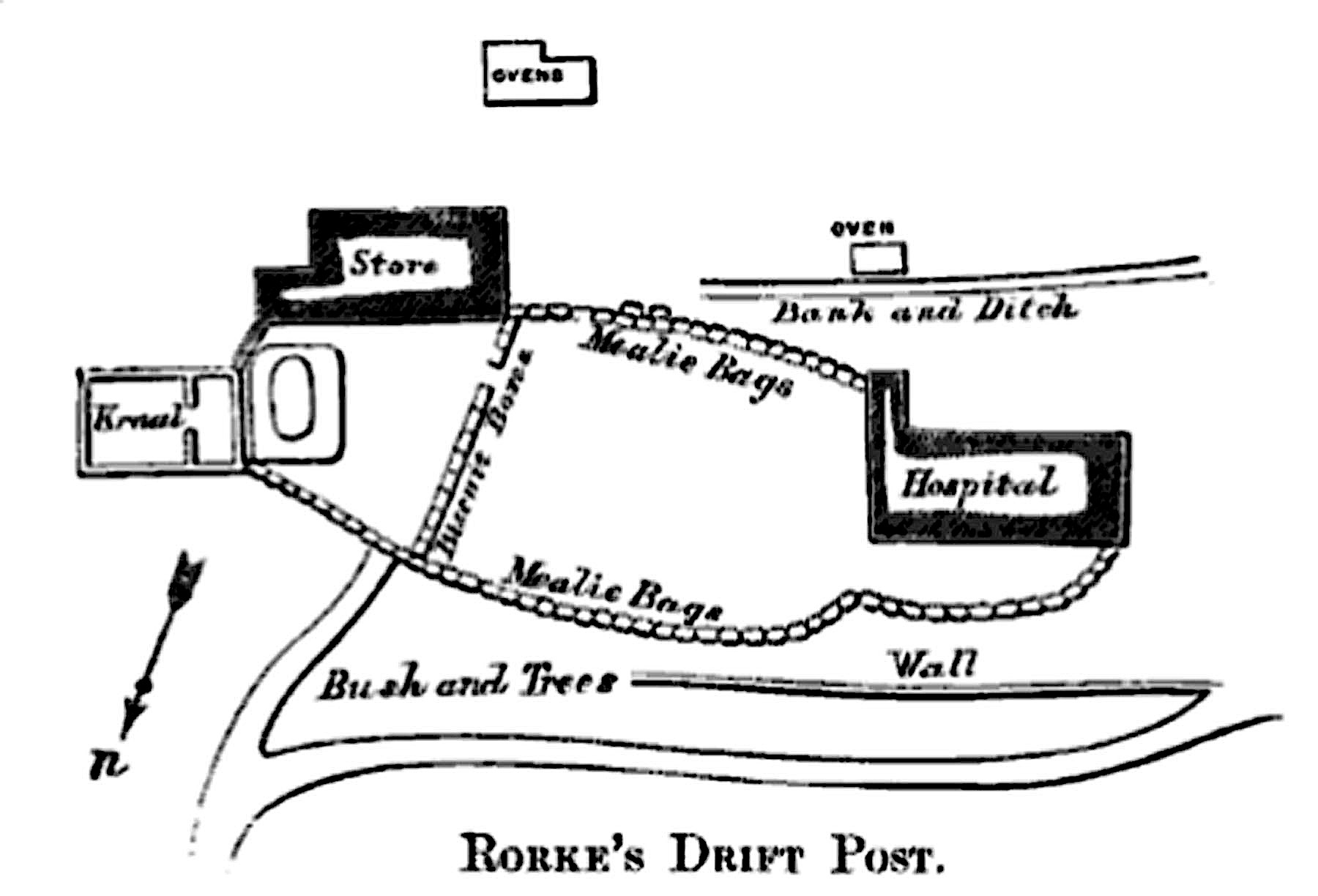
Skizze von Rorke's Drift zum Zeitpunkt der Schlacht von 1879

Die Missionsstation bestand bis in die späten 1950er Jahre; das Seminar wurde 1963 verlegt. Im Jahre 1962, zur Zeit der Apartheid, wurde mit schwedischer Unterstützung in Mapumolo das ELC Art and Craft Centre (deutsch etwa: „Kunst- und Kunsthandwerkszentrum der Evangelisch-lutherischen Kirche“) gegründet. 1963 zog es nach Rorke’s Drift um. Dort wurden junge Schwarze von schwedischen, US-amerikanischen und südafrikanischen Lehrern zu bildenden Künstlern ausgebildet. Viele der insgesamt 80 Absolventen aus Rorke’s Drift prägten fortan die „schwarze“ Kunstszene Südafrikas. Die Unterrichtstätigkeit am ELC Art and Craft Centre endete 1982. Heute gehören zu dem Komplex eine Handweberei, eine Töpferei und eine Druckerei. 2010 wurde ein neues Ausstellungszentrum mit deutscher Entwicklungshilfe fertiggestellt. In der Nähe wurde ein Dorf errichtet, das die Kultur der Zulu um 1860 darstellt.

## Wirtschaft und Verkehr
Der Ort profitiert vom Tourismus, insbesondere durch die nahen Schlachtfelder und das angebotene Kunsthandwerk. Die nächsten Fernstraßen sind die R33, die von Dundee über Helpmekaar nach Greytown führt, und die R68 (Dundee–KwaGingindlovu), die nördlich an Rorke’s Drift vorbeiführt.